# Arthur Glenn McKee
Pour les articles homonymes, voir McKee.
Arthur Glenn McKee (1871-1956)  était un ingénieur, concepteur d'installations sidérurgiques. Il est surtout connu pour son mécanisme d'alimentation de haut fourneau, le « gueulard McKee » à double cloche, qui assure à la fois une étanchéité satisfaisante vis-à-vis du gaz de haut fourneau et une alimentation homogène en matières.
Arthur Glenn McKee est né à State College, en Pennsylvanie, du professeur James Y. et de Margaret Anne (Glenn) McKee. Il fréquenta les écoles publiques de la ville puis l'Université d'État de Pennsylvanie, y obtenant son baccalauréat universitaire 1891 et après cela, une maîtrise en génie mécanique.
Après avoir exercé plusieurs responsabilités dans l'industrie sidérurgique, McKee s'est installé à Cleveland en 1901 pour travailler à l'American Steel & Wire Co., devenant ingénieur de district en 1905. Mais il démissionna la même année pour fonder sa propre entreprise d'ingénierie et conseil et, en 1906, fut rejoint par l'ingénieur en électrique, Robert E. Baker, ainsi que l'ingénieur en construction, Donald Herr, qui deviennent ses associés. McKee innova dans le domaine du haut fourneau, en inventant, entre autres, le distributeur rotatif de gueulard à cloches, des trémies de stockage, etc. La société Blast Furnace Appliance Co. a été alors fondée pour défendre ses brevets et collecter les redevances. La The Arthur G. McKee Co. fusionna avec elle en 1915, croissant jusqu'à devenir une des sociétés les plus réputées des États-Unis pour la qualité de conception de ses produits.
McKee a été marié à Marion Fairbanks Deane le 20 avril 1899. Deux filles, Mary Katherine (Mme Paul O. Semon, Jr.) et Marion Glenn (Mme John Latta), naquirent de cette union. Après la mort de sa femme le 4 juin 1948, il épousa Mme Bennetta Heath Alexander qui lui survécu. McKee décéda à son domicile de Cleveland et a été enterré au cimetière face au lac.

Principe du gueulard McKee à deux cloches. La matière est répartie sur la cloche supérieure, l'inférieure assure l'étanchéité, l'ensemble se comportant comme un sas.
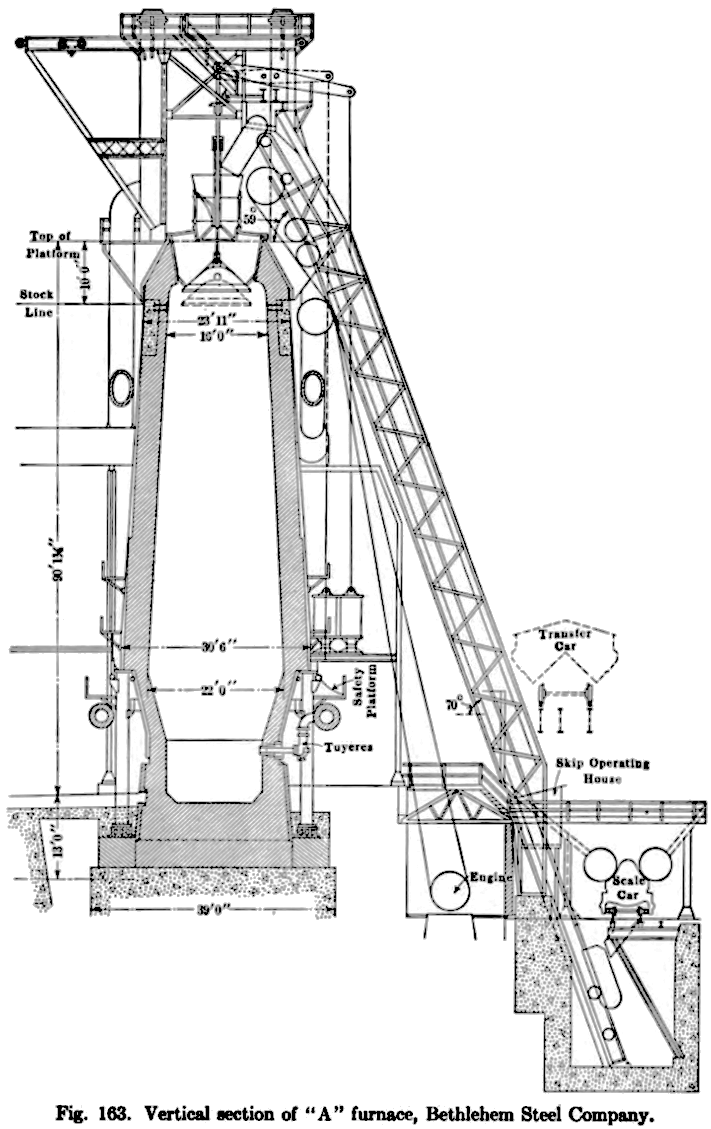
Vue en coupe du haut fourneau A de la Bethlehem Steel au début du XXe siècle, équipé d'un gueulard McKee avec distributeur rotatif pour homogénéiser le tas sur la cloche supérieure.
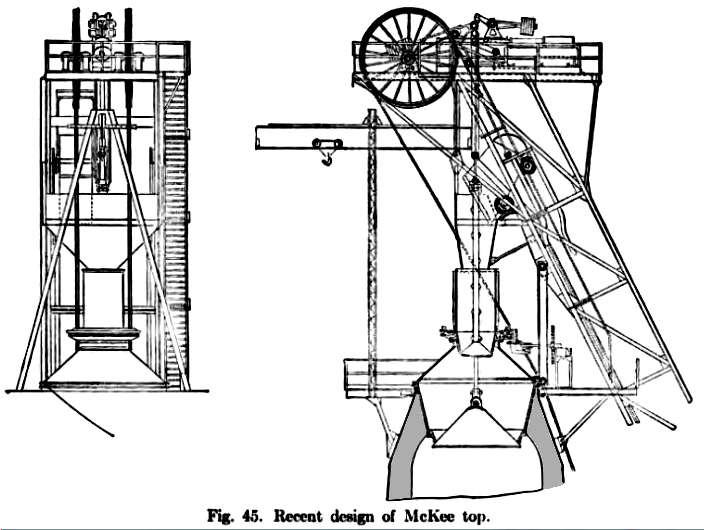
Plan d'un gueulard McKee tardif (vers 1917), où le distributeur rotatif sur la cloche supérieure a été ôté.

Arthur Glenn McKee est aussi le premier constructeur à s'être attelé à la conception d'une coulée continue. Il industrialise le concept de John Thomas Rowley, breveté en 1915. La machine produit des billettes de 45 × 45 mm et 75 × 75 mm, d'une longueur de 10 à 50 m. Bien que la longueur du produit coulé est assez aléatoire car la machine est dépourvue de système de coupe à la volée et l'important frottement entre billette et lingotière entraîne de fréquents collages et des déchirures du produit, la conception verticale-courbe, avec un cintrage et un décintrage du brin de métal, annonce la conception de toutes les coulées continues sidérurgiques modernes,.

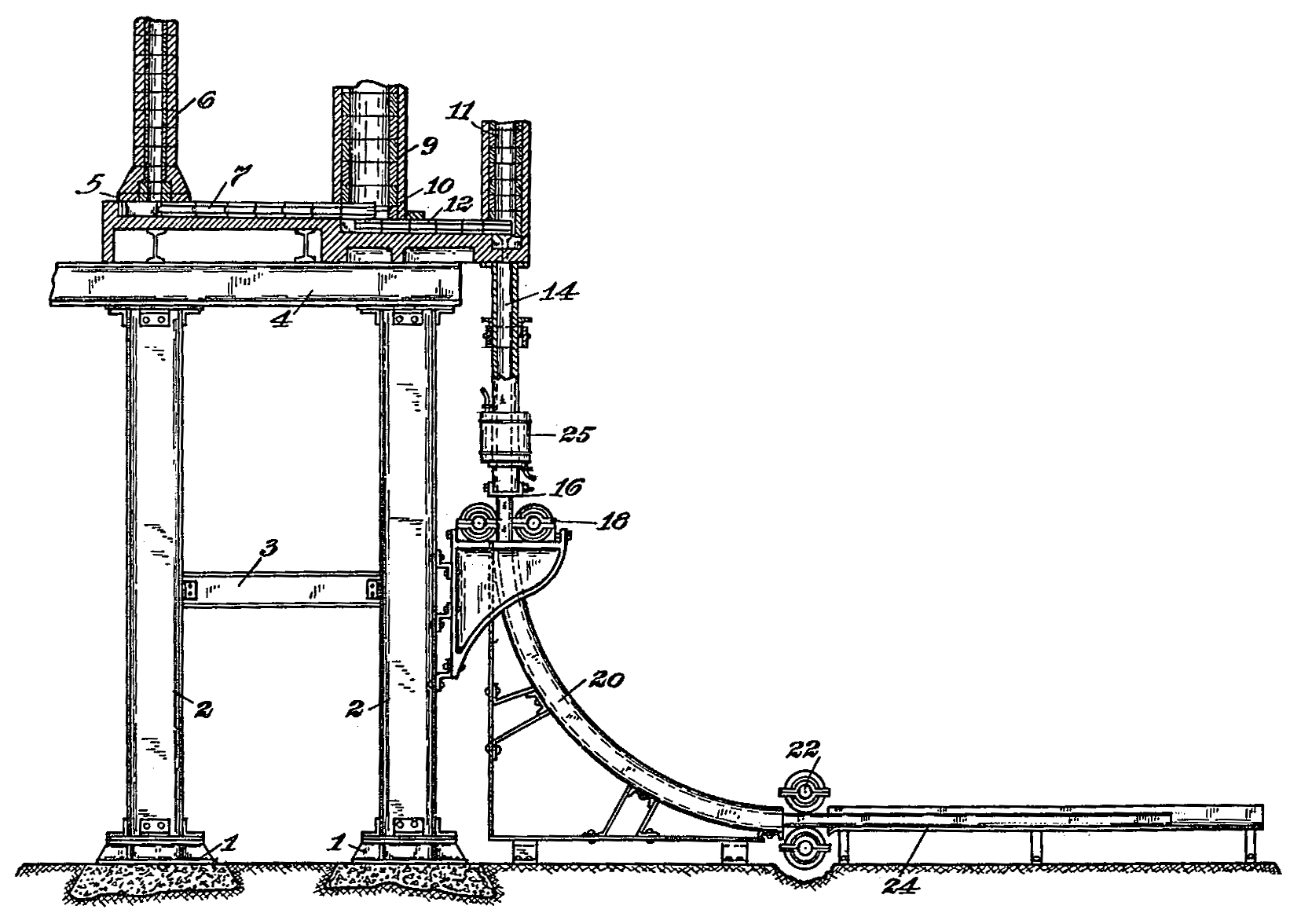
Coulée continue brevetée en 1915 par John T. Rowley.